# Voodoo Child (Slight Return)
Singles de The Jimi Hendrix Experience
Stepping Stone
(1970) Angel
(1971)
Pistes de Electric Ladyland
All Along the Watchtower
Voodoo Child (Slight Return) est une chanson écrite par Jimi Hendrix. Il s'agit du dernier morceau figurant sur le troisième album de The Jimi Hendrix Experience, Electric Ladyland.

## Enregistrement
Voodoo Child (Slight Return) est développé à partir de Voodoo Chile, enregistré le 2 mai 1968, lors d'un jam en studio avec Steve Winwood à l'orgue et Jack Casady à la basse. Le lendemain, Hendrix retourne en studio avec Noel Redding et Mitch Mitchell pour le tournage d'un court documentaire pour la télévision ABC. Redding explique : « nous avons appris cette chanson en studio… Ils ont fait tourner les caméras pendant que nous la jouions ».

« Quelqu'un était en train de filmer quand nous avons commencé à jouer [Voodoo Child]. Nous l'avons joué environ trois fois parce qu'ils voulaient nous filmer en studio, style “Donnez l'impression que vous enregistrez, les gars”, vous voyez, alors j'ai dit “OK, jouons ça dans en mi, un, deux, trois”, puis nous on a joué Voodoo Child »

— Jimi Hendrix
Selon le biographe de Hendrix Steven Roby, huit prises de la chanson ont été enregistrées par Hendrix, Redding et Mitchell, et c'est la dernière que l'on entend sur Electric Ladyland.

## Analyse
Le titre de la chanson évoque les origines de Jimi Hendrix[C'est-à-dire ?]. Cette chanson se démarque par son caractère incantatoire, hypnotique, justifiant le mot « vaudou » présent dans le titre. Voodoo Child se caractérise également par la richesse des effets sonores de guitare pédale wah-wah, son panoramique, saturation du son, réverbération, delay, etc.
On y reconnaît l'influence de Muddy Waters : selon Michael J. Fairchild, Voodoo Child est développée à partir de Catfish Blues.

« Le symbolisme et la référence au vaudou imprègnent le country blues et le country blues électrique urbanisé de Chicago… Dans le cas d'Hendrix, c'est de la pure métaphore. Il n'était certainement pas initié au vaudou au sens formel du terme… Avec Voodoo Chile — et, plus précisément, avec le rythme percussif ouest-africain de l'introduction […] avec la pédale wah-wah — il annonce aussi explicitement que possible qu'il est un homme de blues, et qu'il honore, respecte et comprend ses traditions les plus profondes. »

— Charles Shaar Murray, Crosstown Traffic, 1991.
Sur Electric Ladyland figure également Voodoo Chile, blues incantatoire de 15 minutes, qui préfigure Voodoo Child (Slight Return). À l'exception du refrain, les paroles de Voodoo Child (Slight Return) sont différentes de celles de Voodoo Chile.
Le titre, enregistré en 1968, ressort en tant que single après la mort de Jimi Hendrix en 1970. C'est la face A d'un 45 tours 3 titres, la face B du single comprenant deux précédents succès : Hey Joe et All Along the Watchtower. Il atteint la première place au Royaume-Uni. Il est catalogué comme Voodoo Chile Track 2095 001, et c'est ce titre qui apparaît dans le single.

## Performances en concerts
Cette chanson est devenue un des incontournables des concerts d'Hendrix, donnant parfois lieu à des versions longues de plus de 15 minutes. Parmi celles-ci, on peut citer :
- le 24 février 1969 au Royal Albert Hall, figurant sur The Last Experience, sur Hendrix in the West ainsi que sur The Jimi Hendrix Experience Box Set ;
- le 18 août 1969 au Festival de Woodstock (Live at Woodstock) où hendrix enchaîne sur sa réinterprétation légendaire de l'hymne américain ;
- le 1er janvier 1970 au Fillmore East (Live at the Fillmore East) avec le Band of Gypsys. Hendrix présente la chanson comme « l'hymne national des Black Panthers ». À l'époque, on faisait pression pour qu'il s'exprime sur les questions raciales aux États-Unis[10].

## Musiciens
- Jimi Hendrix : chant, guitare, percussions, production
- Noel Redding : basse
- Mitch Mitchell : batterie, percussions
- Eddie Kramer : ingénieur du son

## Postérité
La chanson est classée 101e par le magazine Rolling Stone parmi « Les 500 plus grandes chansons de tous les temps ». Le solo a été élu 11e meilleur solo de tous les temps par le magazine Guitar World dans le numéro 100 Greatest Guitar Solos ; Guitar Legends Issue #46. Avec 6 solos dans cette liste, Hendrix est l'artiste qui en compte le plus.

## Reprises
Voodoo Child (Slight Return) a été reprise par de nombreux artistes et notamment :
- The Gil Evans orchestra sur l'album Plays the Music of Jimi Hendrix (1975)
- Soft Cell sur Martin - Hendrix Medley, sorti en 1983)
- Stevie Ray Vaughan sur l'album Couldn't Stand the Weather (1984)
- The Membranes sur l'album If 6 Was 9 - A Tribute to Jimi Hendrix (1990)
- Divididos sur l'album Acariciando lo áspero (1991)
- Jesus Jones sur l'album Ruby Trax - The NME's Roaring Forty (1992)
- Melvin Taylor sur l'album Melvin Taylor & the Slack Band (1995)
- Ben Harper sur l'album The Will to Live (1997)
- Angélique Kidjo sur l'album Oremi (1998)
- Nguyên Lê sur l'album Purple – Celebrating Jimi Hendrix (2002)
- Gov't Mule sur l'album The Deepest End - Live in Concert (2003)
- Hiram Bullock sur l'album Voodoo Crossing - A Tribute to Jimi Hendrix (2003)
- Axel Bauer sur l'album La désintégrale (2003)
- Le G3 composé de Yngwie Malmsteen, Joe Satriani et Steve Vai sur l'album live Rockin' in the Free World (2004)
- Earth, Wind and Fire sur l'album Power of Soul - A Tribute to Jimi Hendrix (2004)
- Térez Montcalm sur l'album Voodoo (2006)
- Mina Agossi sur l'album Well You Needn't (2006)
- Harry Manx sur l'album Harry Manx and Friends - Live at the Glenn Gould Studio (2007)
- Susheela Raman sur l'album 33 1/3 (2007)
- Red Hot Chilli Pipers sur l'album Bagrock to the Masses (2007)
- Gabriel Ríos sur l'album Morehead (2007)
- Gary Moore sur l'album Blues for Jimi (2007)
- Buddy Guy sur l'album Live at Legends (2012)
- Mitch Ryder sur l'album Live 2012 - It's Killing Me (2013)
- Steve 'N' Seagulls sur l'album Grainsville (2018)
- Doug Pinnick sur l'album Dug Pinnick's Tribute to Jimi - Often Imitated but Never Duplicated, (2018)
- Tom Morello sur l'album Comandante (2020)